# Sicista napaea
Espèce
Statut de conservation UICN

 LC  : Préoccupation mineure
Sicista napaea est une espèce de petit rongeur de la famille des Dipodidae. L'espèce a été décrite en 1912 par le mammalogiste américain Ned Hollister.